# Vela nos Jogos Olímpicos de Verão de 1932 - Snowbird
As provas da classe Snowbird da vela nos Jogos Olímpicos de Verão de 1932 ocorreram entre 5 e 11 de agosto daquele ano no Porto de Los Angeles, nos Estados Unidos. O programa compunha onze regatas. Para esta classe, houve 12 velejadores, em 12 barcos, de 11 nações inscritas.

## Calendário
| ● | Competições desportivas | ● | Finais |

| Data                      | Agosto | Agosto | Agosto | Agosto | Agosto | Agosto | Agosto |
| Data                      | 5 Sex  | 6 Sáb  | 7 Dom  | 8 Seg  | 9 Ter  | 10 Qua | 11 Qui |
| ------------------------- | ------ | ------ | ------ | ------ | ------ | ------ | ------ |
| Snowbird                  | ●      | ●      | ●●     | ●      | ●      | ●●     | ●●●    |
| Total de medalhas de ouro |        |        |        |        |        |        | 1      |

## Configuração do curso
Os iates visitantes foram mantidos a uma distância segura dos barcos de corrida pela Guarda Costeira dos Estados Unidos. O percurso na figura a seguir foi usado durante as regatas olímpicas de Snowbird de 1932 em todas as regatas:

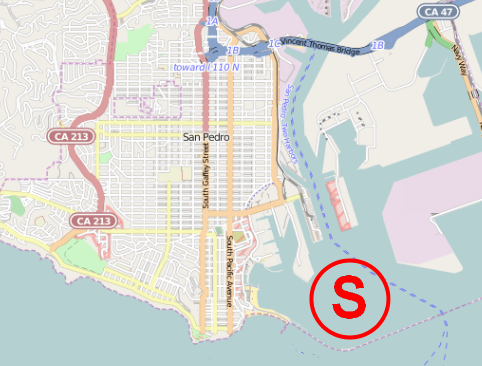
Área do curso

## Medalhistas
O francês Jacques Lebrun finalizou a competição em primeiro lugar após uma virada na última regata, conquistando a medalha de ouro. A prata ficou com Bob Maas, dos Países Baixos. Por fim, a medalha de bronze foi conquistada pelo espanhol Santiago Amat.
|  | FRA França     |  | NED Países Baixos |  | ESP Espanha   |
|  | Jacques Lebrun |  | Bob Maas          |  | Santiago Amat |

## Resultados
Estes foram os resultados da competição:
| Pos.              | Velejador       | Regata I | Regata I | Regata II | Regata II | Regata III | Regata III | Regata IV | Regata IV | Regata V | Regata V | Regata VI | Regata VI | Regata VII | Regata VII | Regata VIII | Regata VIII | Regata IX | Regata IX | Regata X | Regata X | Regata XI | Regata XI | Total |
| Pos.              | Velejador       | Pos.     | Pts.     | Pos.      | Pts.      | Pos.       | Pts.       | Pos.      | Pts.      | Pos.     | Pts.     | Pos.      | Pts.      | Pos.       | Pts.       | Pos.        | Pts.        | Pos.      | Pts.      | Pos.     | Pts.     | Pos.      | Pts.      | Total |
| ----------------- | --------------- | -------- | -------- | --------- | --------- | ---------- | ---------- | --------- | --------- | -------- | -------- | --------- | --------- | ---------- | ---------- | ----------- | ----------- | --------- | --------- | -------- | -------- | --------- | --------- | ----- |
| Medalha de ouro   | Jacques Lebrun  | 6        | 6        | 7         | 5         | 7          | 5          | 4         | 8         | 1        | 11       | 3         | 9         | 1          | 11         | 3           | 9           | 4         | 8         | 4        | 8        | 5         | 7         | 87    |
| Medalha de prata  | Bob Maas        | 2        | 10       | 1         | 11        | 2          | 10         | 3         | 9         | 3        | 9        | 6         | 6         | 4          | 8          | 8           | 4           | 2         | 10        | 7        | 5        | 9         | 3         | 85    |
| Medalha de bronze | Santiago Amat   | 5        | 7        | 8         | 4         | 4          | 8          | 5         | 7         | 2        | 10       | 4         | 8         | 2          | 10         | 1           | 11          | 8         | 4         | 10       | 2        | 7         | 5         | 76    |
| 4                 | Edgar Behr      | 10       | 2        | 2         | 10        | 3          | 9          | 2         | 10        | 6        | 6        | 5         | 7         | 6          | 6          | 4           | 8           | DSQ       | 0         | 2        | 10       | 6         | 6         | 74    |
| 5                 | Reg Dixon       | 7        | 5        | 10        | 2         | 9          | 3          | 1         | 11        | 5        | 7        | 1         | 11        | 7          | 5          | 9           | 3           | 1         | 11        | 6        | 6        | 4         | 8         | 72    |
| 6                 | Colin Ratsey    | 1        | 11       | 5         | 7         | 1          | 11         | 7         | 5         | 4        | 8        | 9         | 3         | 8          | 4          | 7           | 5           | 9         | 3         | 9        | 3        | 3         | 9         | 69    |
| 7                 | Charles Lyon    | 3        | 9        | 3         | 9         | 8          | 4          | DNF       | 0         | 8        | 4        | 7         | 5         | 3          | 9          | 6           | 6           | 7         | 5         | 1        | 11       | 8         | 4         | 66    |
| 8                 | Silvio Treleani | 4        | 8        | 9         | 3         | 11         | 1          | 10        | 2         | 10       | 2        | 8         | 4         | 5          | 7          | 2           | 10          | 5         | 7         | 5        | 7        | 1         | 11        | 62    |
| 9                 | Sven Thorell    | 8        | 4        | 6         | 6         | 6          | 6          | 6         | 6         | 7        | 5        | DNS       | 0         | DNF        | 0          | 5           | 7           | 6         | 6         | 3        | 9        | 2         | 10        | 59    |
| 10                | Hans Riedl      | 9        | 3        | 4         | 8         | 10         | 2          | 9         | 3         | 9        | 3        | 7         | 5         | 9          | 3          | 10          | 2           | 3         | 9         | 8        | 4        | 10        | 2         | 44    |
| 11                | Cecil Goodricke | 11       | 1        | DNF       | 0         | 5          | 7          | 8         | 4         | DNS      | 0        | DNS       | 0         | DNS        | 0          | DNS         | 0           | DNS       | 0         | DNS      | 0        | DNS       | 0         | 12    |